# Клепак Григорій Олексійович
Григорій Олексійович Клепак — український краєзнавець, журналіст, громадський діяч. Заслужений працівник культури України, член Національної спілки журналістів України (1990), член Міжнародної Федерації Журналістів (1994), член Національної спілки краєзнавців України (1992), член редколегії наукового журналу «Краєзнавство» НСКУ (до 2016 р.) та редколегії хмельницького обласного тому загальнонаціонального видання «Реабілітовані історією», заступник голови Національної спілки краєзнавців України (2003—2017), голова Громадської ради при Державній архівній службі України (з 2011 р.) та член Ради голів громадських рад при органах виконавчої влади (КМУ), член ГО «Чернігівське земляцтво у м. Києві».

## Біографія
Народився у селянській родині 19 квітня 1957 року в селі Старий Биків Бобровицького району Чернігівської області. Навчався у місцевій восьмирічці. Після закінчення Ржищівського педагогічного училища (1976) працював учителем початкових класів Білоцерківської середньої школи на Полтавщині, згодом проходив строкову службу у Збройних силах СРСР (1977—1979). Закінчив факультет журналістики Київського національного університету імені Тараса Шевченка (1984).
Протягом 5 років навчання на стаціонарі працював позаштатним автором Українського радіо в молодіжній (радіостанція «Молода гвардія») та інформаційній («Новини») редакціях, брав активну участь у студзагонівському русі (командир студентського будівельного загону, комісар районного штабу будівельних загонів київських закладів вищої освіти, у пресцентрі Республіканського штабу будівельних загонів ЦК ЛКСМУ), у студентському театрі «Поклик» Київського державного університету імені Т. Г. Шевченка, обирався у керівні органи громадських молодіжних і партійних організацій КДУ.
Працював редактором з підготовки радіопрограм Запорізького обласного телерадіокомітету (1984). Протягом 1998—2007 років працював радником президента Національної телекомпанії України (канал УТ-1), 2009—2010 — радником голови Державного комітету телебачення та радіомовлення України.

## Краєзнавча діяльність
З 1976 року постійно публікується в періодиці. Автор великої кількості статей у журналах та газетах країни, в яких порушував проблеми охорони та реставрації історико-культурних пам'яток України, розповідає про відомих українців та земляків. Сприяє активізації краєзнавчого руху в регіонах країни.
2003 року обраний заступником голови Всеукраїнської спілки краєзнавців, працює на популяризацію краєзнавчого руху України під керівництвом видатного українського державного, наукового і громадського діяча, академіка НАН України, Героя України Петра Тронька. Стає його близьким соратником, учнем і послідовником. Багато зробив для відродження просвітницько-краєзнавчої діяльності в державі, популяризації краєзнавчої спілки, надання їй національного статусу, офіційної легалізації та пожвавлення внутрішньоспілчанської і дослідницько-творчої діяльності осередків НСКУ в усіх регіонах України, формування партнерських зв'язків зі ЗМІ та поточного архіву спілки, запровадження нових форм роботи, поширення міжнародної діяльності Національної спілки краєзнавців України.

## Відзнаки
Заслужений працівник культури України (2007), кавалер орденів Святого Дмитра Солунського IV ступеня (2002) та Преподобного Нестора Літописця II ст. (2009) Української Православної Церкви, нагороджений Грамотою Верховної Ради України (2010), почесними відзнаками Служби безпеки України (1996) та Міністерства України у справах сім'ї, молоді та спорту «За активну громадську діяльність» (2004).